# Maria Sibylla Merianová
Maria Sibylla Merianová (2. dubna 1647 Frankfurt nad Mohanem – 13. ledna 1717 Amsterdam) byla německo-švýcarská malířka a entomoložka. Byla jedním z prvních evropských přírodovědců, kteří přímo dokumentovali proměny hmyzu. Merianová pocházela z frankfurtské větve švýcarského rodu Merianů.
Umělecké vzdělání získala Merianová od svého nevlastního otce Jacoba Marrela, žáka malíře zátiší Georga Flegela. Hmyz začala sbírat již jako dospívající dívka, ve třinácti letech chovala bource morušového a svou první knihu přírodopisných ilustrací vydala ve svých sedmadvaceti letech. V roce 1679 vstoupila do vědeckých kruhů prvním dílem dvousvazkové série o housenkách; druhý díl následoval v roce 1683. Každý svazek obsahoval 50 desek, které vlastnoručně vyryla a vyleptala. Merianová zdokumentovala důkazy o procesu metamorfózy a rostlinných hostitelích 186 evropských druhů hmyzu a spolu s ilustracemi dodávala i popisy o jejich životních cyklech.
V roce 1699 odcestovala do Nizozemské Guyany (dnešního Surinamu), aby studovala a zaznamenávala tamní tropický hmyz, z čehož roku 1705 vznikla uznávaná publikace Metamorphosis Insectorum Surinamensium (Proměny surinamského hmyzu). Díky pečlivému pozorování a dokumentaci proměn motýlů považuje britský vědec David Attenborough Merianovou za jednu z nejvýznamnějších přispěvatelek do oboru entomologie. Až do její pečlivé a podrobné práce se mělo za to, že se hmyz „rodí z bláta“. Její průkopnické výzkumy, při nichž znázornila a popsala různá vývojová stádia od vajíčka přes larvu, kuklu a nakonec dospělce, vyvrátily teorii samoplození u hmyzu a upevnily myšlenku, že hmyz prochází odlišnými, avšak předvídatelnými životními cykly.

## Životopis

### Mládí a rodina

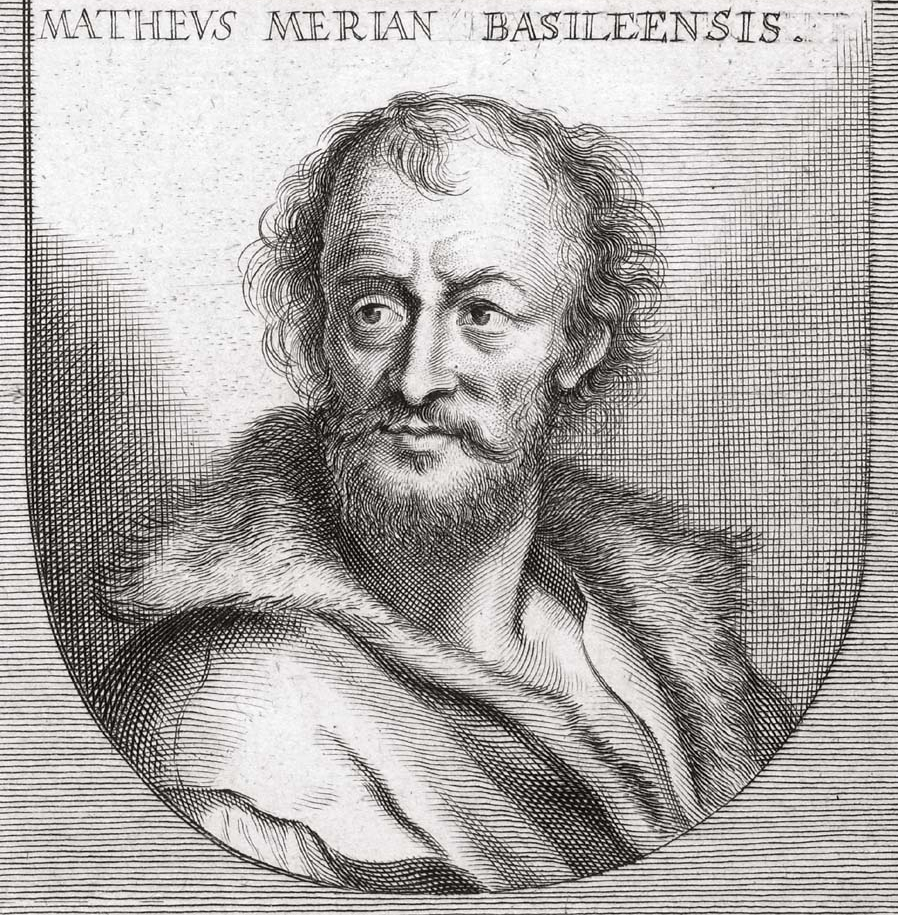
Otec, Matthäus Merian, na dřevorytu z roku 1650

Maria Sibylla Merianová se narodila 2. dubna 1647 ve Frankfurtu nad Mohanem do rodiny švýcarského mědirytce a vydavatele Matthäuse Meriana staršího a Johanny Sybilly Heyne. Marie se narodila v následujícím roce jako Matthäusovo deváté dítě. Její otec však zemřel v roce 1650 a matka se v roce 1651 znovu provdala za Jacoba Marrela, malíře květin a zátiší. Marrel podporoval Merianovou v kreslení a malování, avšak zatímco on žil převážně v Holandsku, ji vyučoval jeho žák Abraham Mignon. 
Už jako malou ji fascinoval svět rostlin a hmyzu. Tajně hmyz sbírala a měla i vlastní herbář, což nebylo tehdy u dívek obvyklé. Začala podle svých sbírek malovat obrázky. Ve třinácti letech namalovala své první obrazy hmyzu a rostlin podle exemplářů, které zachytila a brzy získala přístup i k mnoha přírodovědným knihám. Pokud jde o její mládí, v předmluvě ke knize Proměny surinamského hmyzu napsala:
| „                                                                  | Svůj čas jsem strávila zkoumáním hmyzu. Na začátku jsem začala s bourcem morušovým v mém rodném Frankfurtu. Uvědomila jsem si, že z jiných housenek vznikají krásní motýli nebo můry a že to samé dělají i bourci. To mě vedlo k tomu, že jsem začala sbírat všechny housenky, které jsem našla, abych zjistila, jak se mění. | “ |
| — Maria Sibylla Merianová, předmluva k Proměnám Surinamského hmyzu | |   |

### Manželství s Johannem Graffem

#### První díla a Norimberk

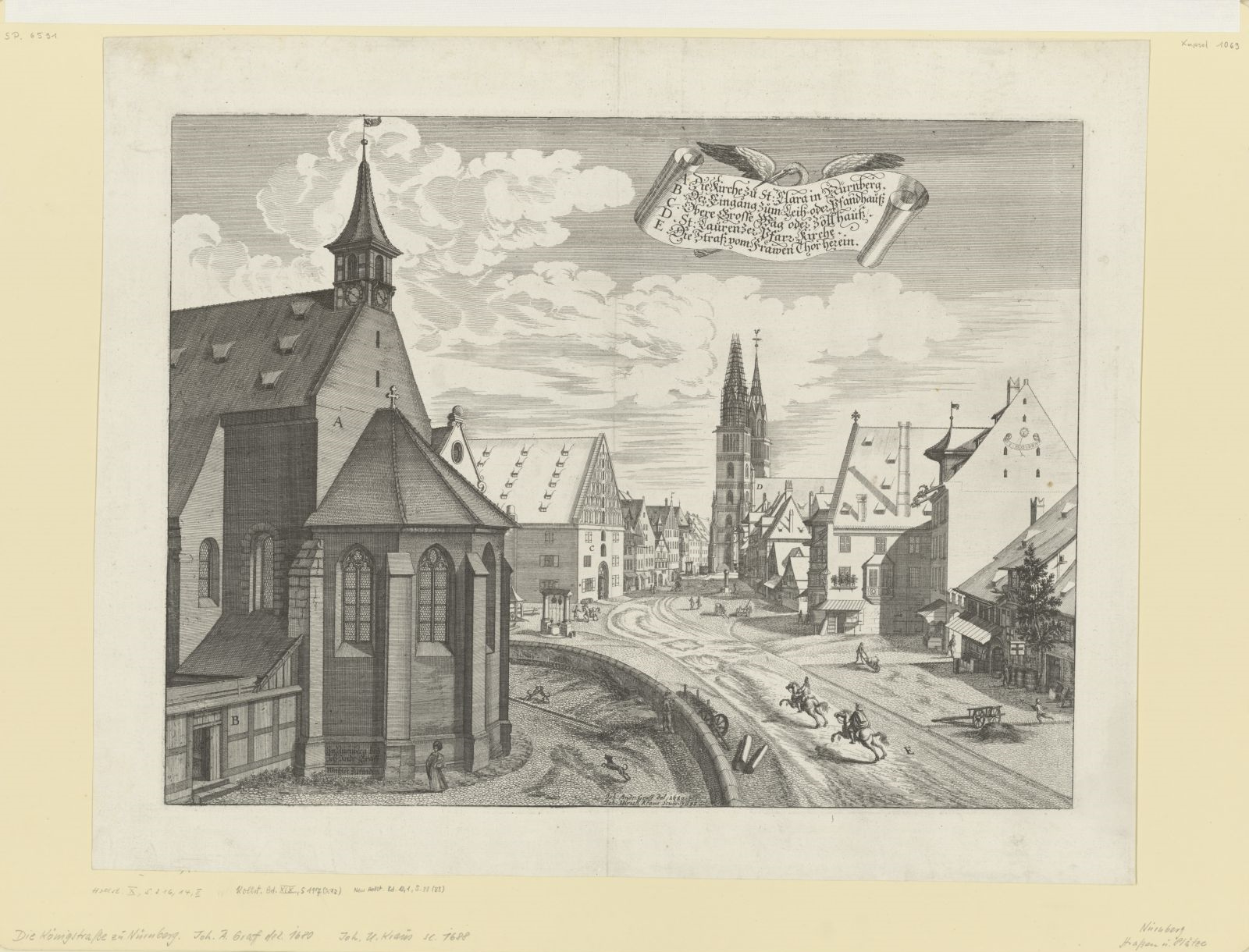
Norimberk v době pobytu Merianové a Graffa

V květnu 1665 se Merianová provdala za Marrelova učně Johanna Andrease Graffa z Norimberka, jehož otec byl básníkem a ředitelem místního gymnázia, jedné z předních škol v Německu 17. století. V lednu 1668 se jí narodilo první dítě, Johanna Helena, a rodina se v roce 1670 přestěhovala do rodného města jejího manžela. Během svého pobytu zde Merianová pokračovala v malování, práci na pergamenu a plátně a vytváření návrhů pro výšivky. Poskytovala také lekce kreslení svobodným dcerám z bohatých rodin (tzv. Jungferncompaney, česky panenská skupina), což její rodině finančně pomohlo a zvýšilo její společenské postavení. To jí zajistilo přístup do nejlepších zahrad, které udržovala bohatá norimberská smetánka, kde mohla pokračovat ve sběru a dokumentaci hmyzu. V roce 1675 byla Merianová zařazena do Německé akademie Joachima von Sandrart. Kromě malování květin vytvářela mědirytiny. Po absolvování Sandrartovy školy vydávala knihy se vzory květin a v roce 1678 se jí narodila druhá dcera Dorothea Maria.
Jiné malířky zátiší, například Merianina současnice Margaretha de Heer, zahrnovaly do svých květinových obrazů hmyz, ale nechovaly ho ani nestudovaly. V roce 1679 vydala své první dílo o hmyzu, první z dvousvazkové ilustrované knihy zaměřené na metamorfózu hmyzu Der Raupen wunderbare Verwandlung und sonderbare Blumennahrung (česky Nádherný přerod housenek a jejich zvláštní květinová potrava).

#### Soudy o dědictví
V roce 1678 se rodina přestěhovala do Frankfurtu nad Mohanem, ale její manželství bylo již nešťastné. Po smrti nevlastního otce Jacoba Marella v roce 1681 se přestěhovala ke své matce. Druhý svazek knihy Nádherný přerod housenek... byl vydán v roce 1683 ve Frankfurtu, kam se Merianová vydala řešit majetkové poměry po smrti svého otčíma. Následoval táhlý soudní spor, který vyvrcholil v roce 1683, kdy Marie Sibylla a její matka vyhrály soudní při proti Matthäusovi Merianovi mladšímu, synu Matthäuse Meriana z jeho prvního manželství.

### Mezi labadisty
Právě na pozadí rodinné rozepře došlo pravděpodobně k Mariině konverzi. Když její manžel odjel za prací do rodného Norimberku, Merianová roku 1685 vzala svou matku a dvě dcery a odjely do Wieuwerdu ve Frísku, kde požádali o přijetí do komunity labadistů, jejíž součástí byl již několik let i její nevlastní bratr Caspar Merian.
Od roku 1685 tedy žili v komunitě labadistů. Pobývali tam tři roky a Merianová si i přes odpor labadistů ke vzdělání (jednalo se o přísně ortodoxní pietistické hnutí) našla čas na studium přírodopisu a latiny, jazyka, v němž se tehdy psaly vědecké knihy. Na fríských vřesovištích pozorovala zrození a vývoj žab a sbírala je, aby je mohla pitvat. Ve Wieuwerdu se labadisté věnovali tiskařství a mnoha dalším činnostem, včetně zemědělství a mlynářství. V době největšího rozmachu čítala náboženská komunita kolem 600 lidí a ještě více stoupenců měla ve vzdálenějších oblastech. Přicházeli sem návštěvníci z Anglie, Itálie, Polska i odjinud, ale ne všichni dokázali zvládnout přísnou kázeň, náboženský separatismus a společný majetek. Merianin manžel byl labadisty odmítnut, ale dvakrát se vrátil, aby získal svou ženu zpět. Ta se s ním však během svého působení v komunitě rozvedla a vzala si zpět své rodné jméno. Johann Graff se opět oženil.
Historička Natalie Zemon Davis popisuje toto období v životě Merianové jako „období zakuklení, skrytého růstu a vzdělávání ženy, kterou nebylo možné zadržet. Nejednalo se o konečné stádium zralosti nadpozemského já v pozemském člověku.“

### V Amsterdamu

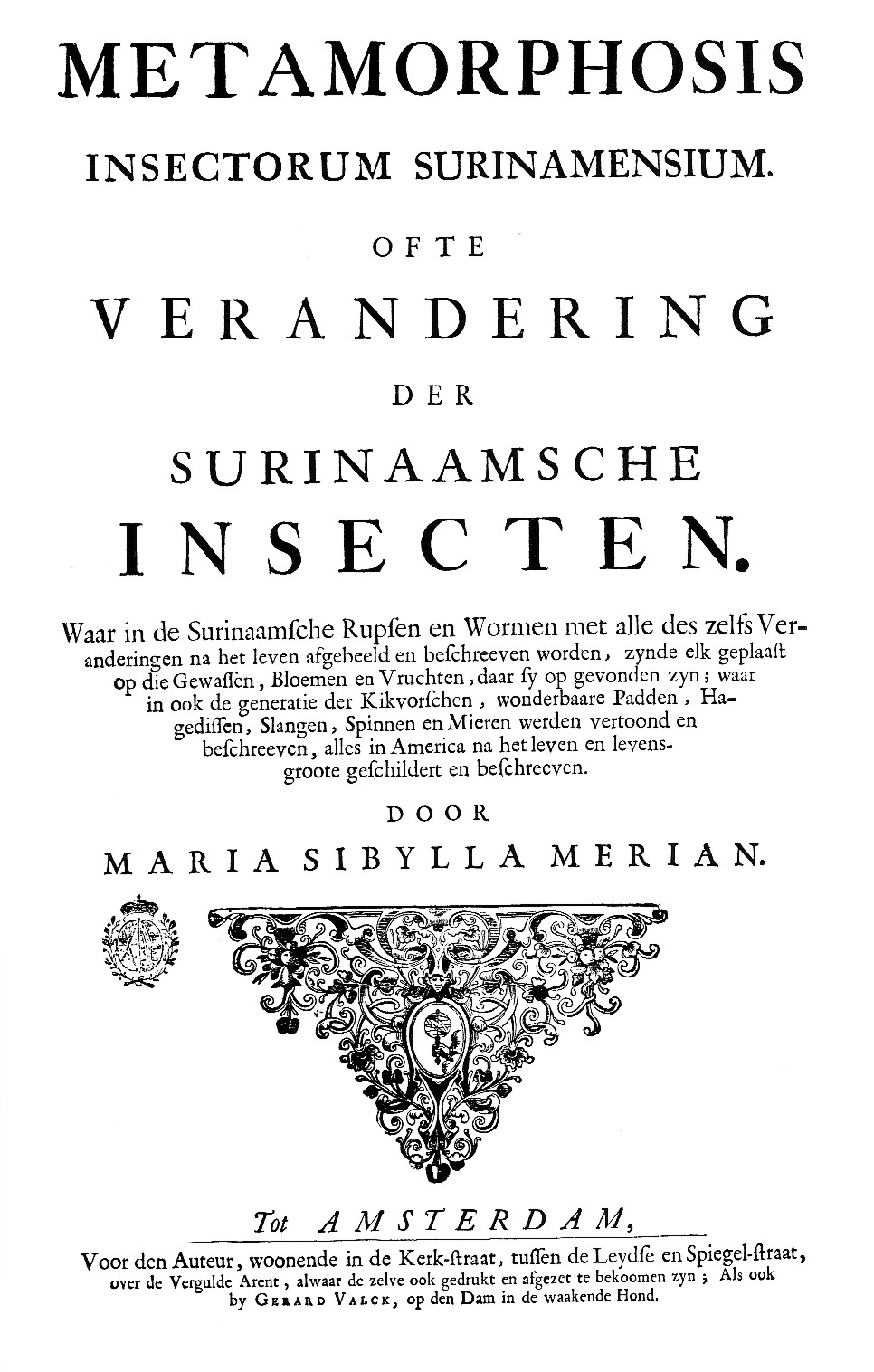
Úvodní strana Proměn surinamského hmyzu

V roce 1690 zemřela Mariina matka a o rok později odešla Maria z komunity a přestěhovala se do Amsterdamu. V roce 1692 se její dcera Johanna provdala za Jákoba Hendrika Herolta, úspěšného holandského obchodníka v Surinamu, který byl původem z Bacharachu. Merianinová se zde živila prodejem obrazů a její žačkou se zde stala malířka květin Rachel Ruyschová. Spolu s dcerou Johannou prodávala květinové obrazy sběratelce umění Agnes Blockové. V roce 1698 žila Merianová v dobře zařízeném domě na Kerkstraat a žila bohatým kulturním životem, navštěvovala botanické zahrady či muzea anatomických zvláštností.
V roce 1699 dostala dvaapadesátiletá Merianová od vedení města Amsterdam povolení odcestovat do Surinamu v Jižní Americe spolu se svou mladší dcerou Dorotheou Marií. Její motivací bylo zachytit proměny surinamského hmyzu – tedy to, čemu se tehdejší přírodovědné knihy, které četla, nevěnovaly, a hmyz byl zachycen pouze v jedné své fázi. Marie a její dcera vypluly 10. července 1699 a jejich cesta byla neobvyklá už proto, že ačkoliv cestovaly pod ochranou kapitána, neměly mužský doprovod. Aby mohla Maria Sibylla misi financovat, prodala 255 svých obrazů. Později napsala:
| „                                                                  | V Holandsku s velkým údivem zjistili, jaká krásná zvířata pocházejí z Východní a Západní Indie. Byla jsem obdařena tím, že jsem si mohla prohlédnout jak nákladnou sbírku doktora Nicolaese Witsena, starosty Amsterdamu a ředitele Východoindické společnosti, tak sbírku pana Jonase Witsena, tajemníka Amsterdamu. Kromě toho jsem viděla také sbírky pana Fredericuse Ruysche, doktora medicíny a profesora anatomie a botaniky, pana Livinuse Vincenta a mnoha dalších lidí. V těchto sbírkách jsem našla nespočet dalších druhů hmyzu, ale zjistila jsem, že jejich původ a rozmnožování není známo, nabízí se otázka, jak se přeměňují, počínaje housenkami a kuklami atd. To vše mě zároveň přimělo podniknout dlouho vysněnou cestu do Surinamu. | “ |
| — Maria Sibylla Merianová, předmluva k Proměnám Surinamského hmyzu | |   |

### Surinamské výzkumy

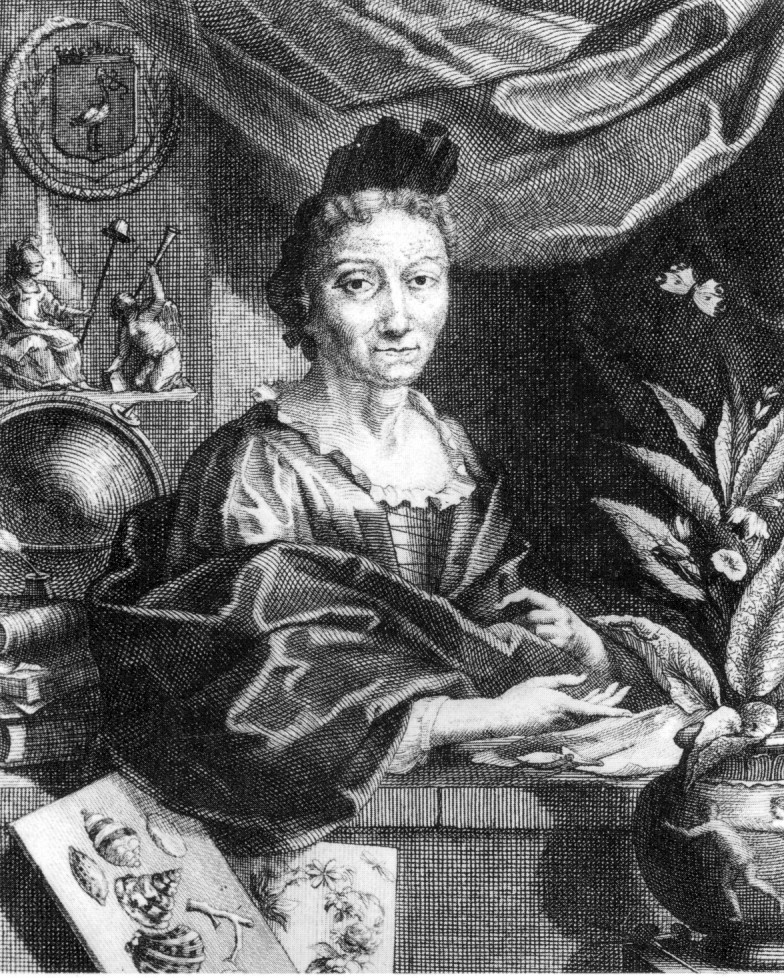
Mědirytina Jacoba Houbrakena podle portrétu Georga Gsella, pravděpodobně rok 1717. Postavení vědkyně zdůrazňuje hromada knih vedle ní. Glóbus a grafiky upozorňují na její úspěchy. Dvojice rytin a znak jejího otce zdůrazňují její původ.

Obě ženy dorazily 18. nebo 19. září téhož roku do Surinamu a setkaly se s guvernérem Paulusem van der Veenem. Marie pracovala dva roky, cestovala po celé kolonii a skicovala místní zvířata a rostliny. Zaznamenávala místní domorodé názvy rostlin a popisovala jejich zdejší využití.
Na rozdíl od jiných nizozemských přírodovědců nebyla Merianová zaměstnána v komerčním podniku nebo společnosti. V předmluvě její knihy o Surinamu nejsou uvedeni žádní mecenáši ani sponzoři její cesty. Někteří historici se domnívají, že její cestu mohli financovat ředitelé nizozemské Západoindické společnosti. Ve své následné publikaci o výpravě Merianová kritizovala jednání koloniálních obchodníků a uvedla, že „tamní lidé nemají žádnou touhu něco takového zkoumat; ba dokonce se mi vysmívali, že v zemi hledám něco jiného než cukr.“ Malířka rovněž odsoudila zacházení obchodníků s otroky, avšak sama dva otroky vlastnila – ti jí umožňovali poznávat využití nových rostlin a kontaktovat domorodé obyvatelstvo. Také se zajímala o zemědělství a litovala odporu koloniálních obchodníků k pěstování nebo vývozu čehokoli jiného než cukru. Později poukázala na ovoce a zeleninu, které bylo možné v Surinamu najít, včetně ananasu.

### Návrat do Nizozemska a smrt
V červnu 1701 ji nemoc, pravděpodobně malárie, donutila vrátit se do Nizozemské republiky, kde si otevřela obchod. V něm prodávala vzorky, které nasbírala, a své rytiny rostlin a živočichů ze Surinamu. V roce 1705 vydala knihu Metamorphosis Insectorum Surinamensium (Metamorfózy surinamského hmyzu), která z ní učinila jednu z nejznámějších entomoložek své doby. V roce 1715 utrpěla mrtvici. Přestože byla částečně ochrnutá, pokračovala ve své práci. Zemřela v Amsterdamu dne 13. ledna 1717 a o čtyři dny později byla pohřbena na hřbitově v Leidse. Ačkoli se někdy uvádí, že zemřela v chudobě, její pohřeb byl pohřbem střední třídy se čtrnácti smutečními hosty. Krátce před smrtí si její dílo v Amsterdamu prohlédl ruský car Petr Veliký. Po její smrti získal značný počet jejích obrazů, které jsou uloženy v akademických sbírkách v Petrohradě.
Její dcera Dorothea vydala po smrti sbírku matčina díla nazvanou Erucarum Ortus Alimentum et Paradoxa Metamorphosis.

## Po smrti

### Snahy o hledání chyb
Několik badatelů na jejím díle vysledovalo chyby, které byly Merianové po její smrti falešně připsány. Jeden z příkladů se týká toho, kdo vybarvil desky prvního vydání její knihy Proměn surinamského hmyzu. Některá první vydání obsahovala desky, které Merianová namalovala, a jiná měla desky bez barev. Později bylo zjištěno, že lidé černobílé desky vybarvili (podobně jako omalovánky), aniž by se řídili barevnou paletou, kterou Merianová použila a některé z těchto barev se dostalo do pozdějších vydání. V jiném příkladu tiskárna do vydání Proměn surinamského hmyzu z roku 1730 přidala desky s obrázky životních cyklů housenek, které Merianová původně do knihy nezařadila a použila je k jiným, nevědeckým účelům.

### Posmrtné pocty
Maria Sibylla Merianová je v románu Margaret Atwoodové Rok potopy z roku 2009 považována fiktivní náboženskou sektou Božích zahradníků za svatou.
V poslední čtvrtině 20. století bylo dílo Merianové přehodnoceno, doceněno a znovu vydáváno, což mnoho vědců a vědkyň přivedlo k zájmu o její osobu a její výzkum. Její portrét byl vytištěn na bankovce v hodnotě 500 marek krátce předtím, než Německo přešlo na euro. Její portrét se objevil také na známce v hodnotě 0,40 DM, vydané 17. září 1987. Koncem 80. let 20. století vydalo německé vydavatelství Polydor, imprint Archiv sérii nových nahrávek klavírních děl Wolfganga Amadea Mozarta v provedení na dobové nástroje květinovými ilustracemi.
V roce 2005 byla v německém Warnemünde spuštěna na vodu moderní výzkumná loď pojmenovaná RV Maria S. Merian. V roce 2016 byla znovu vydána její kniha Metamorphosis insectorum Surinamensium s aktualizovanými vědeckými popisy. U příležitosti 366. výročí jejího narození dne 2. dubna 2013 změnil vyhledávač Google tematicky své logo. V červnu 2017 se na její počest konalo v Amsterdamu sympozium. Po Merianové bylo pojmenováno také mnoho veřejných prostranství, včetně náměstí v Drážďanech, Norimberku či Vídni. Jsou po ní též pojmenovány školy a studijní obory v Novém Dilí, Guadalajaře, São Paulu, Akkře a Tunisu.
V březnu 2017 se v Lloydově knihovně a muzeu v Cincinnati v Ohiu konala výstava nazvaná Off the Page, která předělala mnoho jejích ilustrací do podoby 3D soch s dochovanými exempláři hmyzu, rostlin a taxidermie.

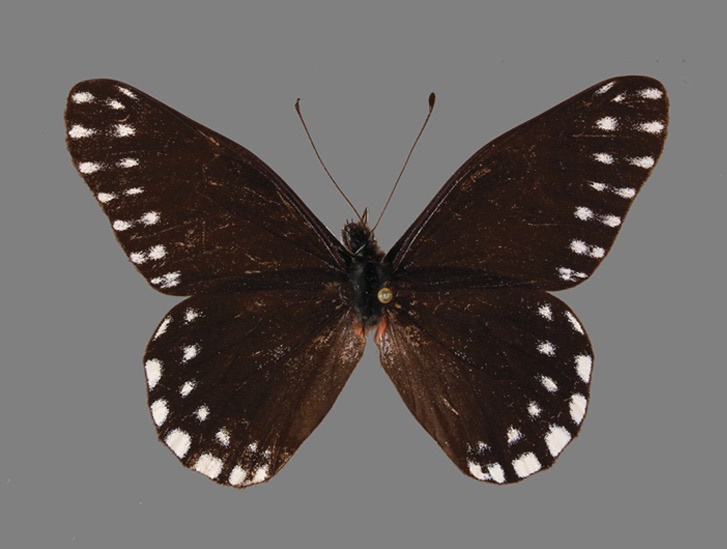
Catasticta sibyllae

### Eponyma
Dlouho po její smrti po ní byla pojmenována řada taxonů a dva rody:

#### Motýli
- Opsiphanes cassina merianae (forma motýla sovičky rozpolcené, 1905)
- Heliconius melpomene meriana (poddruh motýla poštolky, 1967)
- Catasticta sibyllae (vzácný motýl z Panamy, 2018)[32]
- Erinnyis merianae (kubánský motýl)

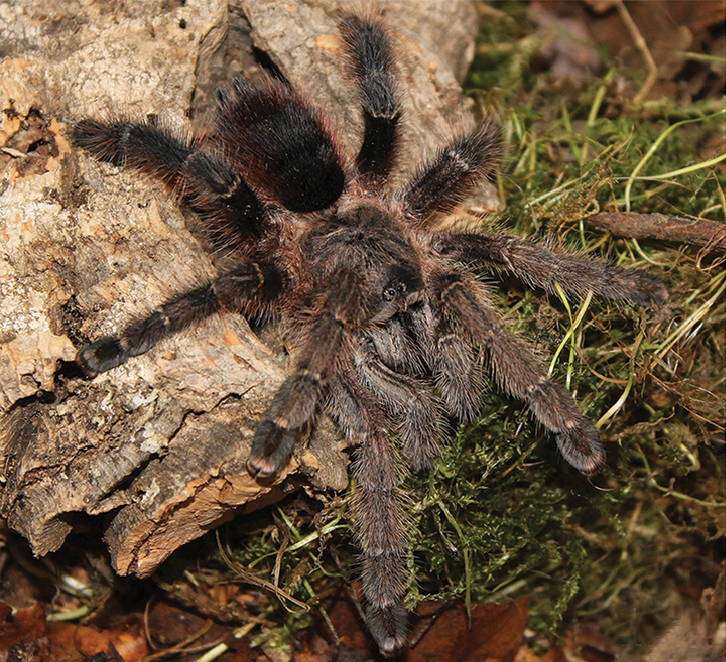
Avicularia merianae

#### Pavouci
- Avicularia merianae
- Metellina merianae (2017)

#### Rostliny
- Meriania (rod kvetoucích rostlin)
- Watsonia meriana (rostlina podobná kosatci)

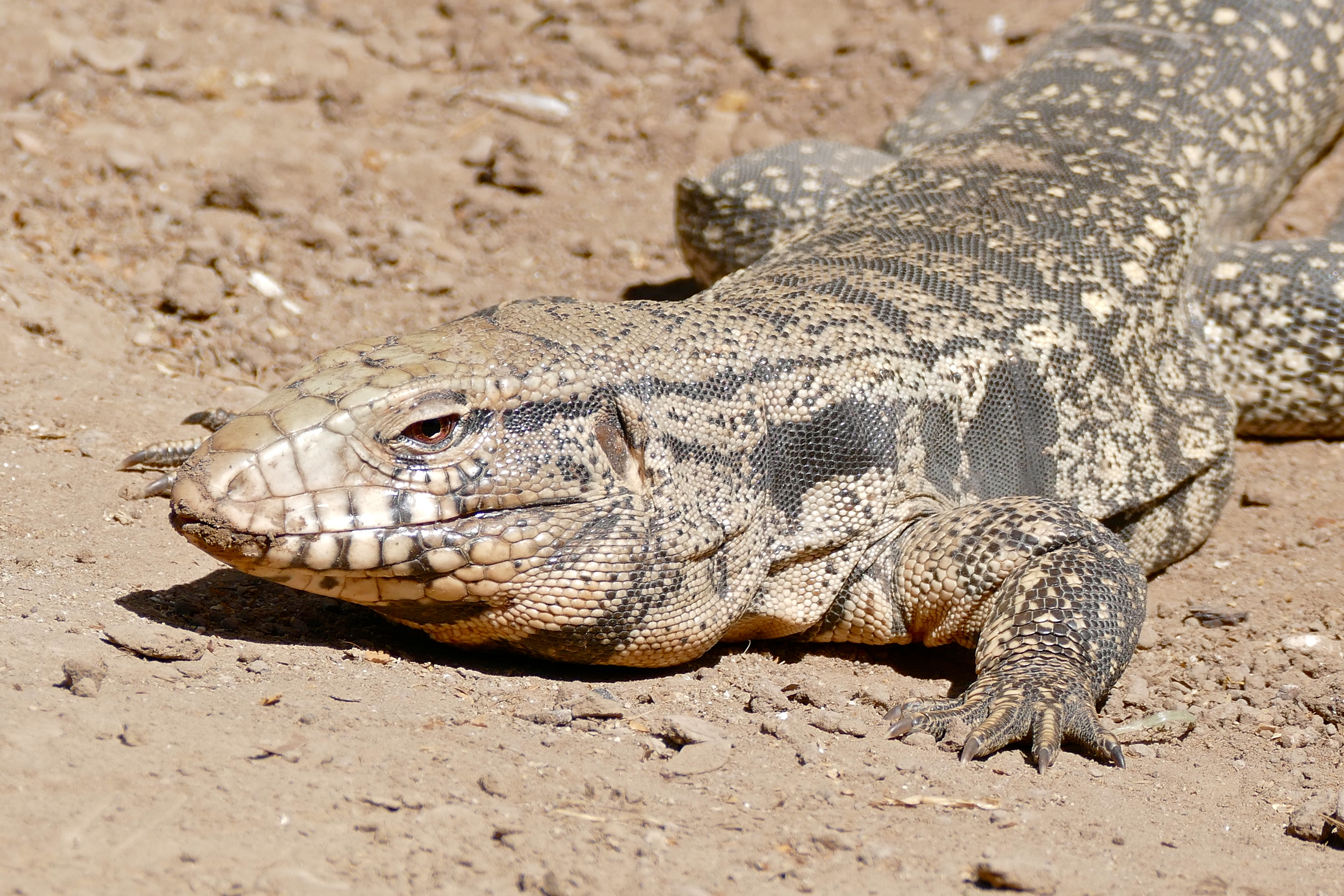
Salvator merianae

#### Ostatní
- Plisthenes merianae (brouk z čeledi Tessaratomidae)
- Sibylla (druh kudlanek)
- Eulaema meriana (orchidejová včela)
- Salvator merianae (argentinská ještěrka tegu)
- Rhinella merianae (ropucha)
- Coquandiella meriana (plž)
- Saxicola torquatus sibilla (madagaskarská populace ptáka kamenáče)[33]

## Rodina
Mladší dcera Dorothea malovala podobné motivy jako její matka. Do Petrohradu odjela se svým druhým manželem, malířem Georgem Gsellem (byla jeho třetí ženou). Vyučovala zde umění na Akademii věd a měla na starosti její přírodovědnou sbírku a také kurátorství Kunstkamery. S manželem měli „patchworkovou rodinu“ s dětmi z předchozích manželství obou partnerů a vlastními dětmi; jejich potomky lze v Rusku vystopovat po několik generací.
Potomky starší dcery Johanny, která zemřela v Surinamu v roce 1730, lze rovněž dohledat několik generací zpět.
Dlouhou dobu byly dcery v životopisech své matky zmiňovány jen okrajově. Dokonce i kanadsko-americká historička Natalie Zemon Davisová se v roce 1996 o dcerách zmínila jen na několika místech. Entomoložce Katharině Schmidt-Loskeové, která zkoumala vědeckou přesnost děl Marie Sibylly Merianové, se podařilo částečně prokázat rozdíl mezi rukama matky a Johanny Heroltové zkoumáním vyobrazení ptáků. Teprve v roce 2008, v souvislosti s výstavou Merianových, jejímž kurátorem byla Ella Reitsma, byl poprvé zdůrazněn podíl dcer na tvorbě ateliéru jejich matky.

## Galerie

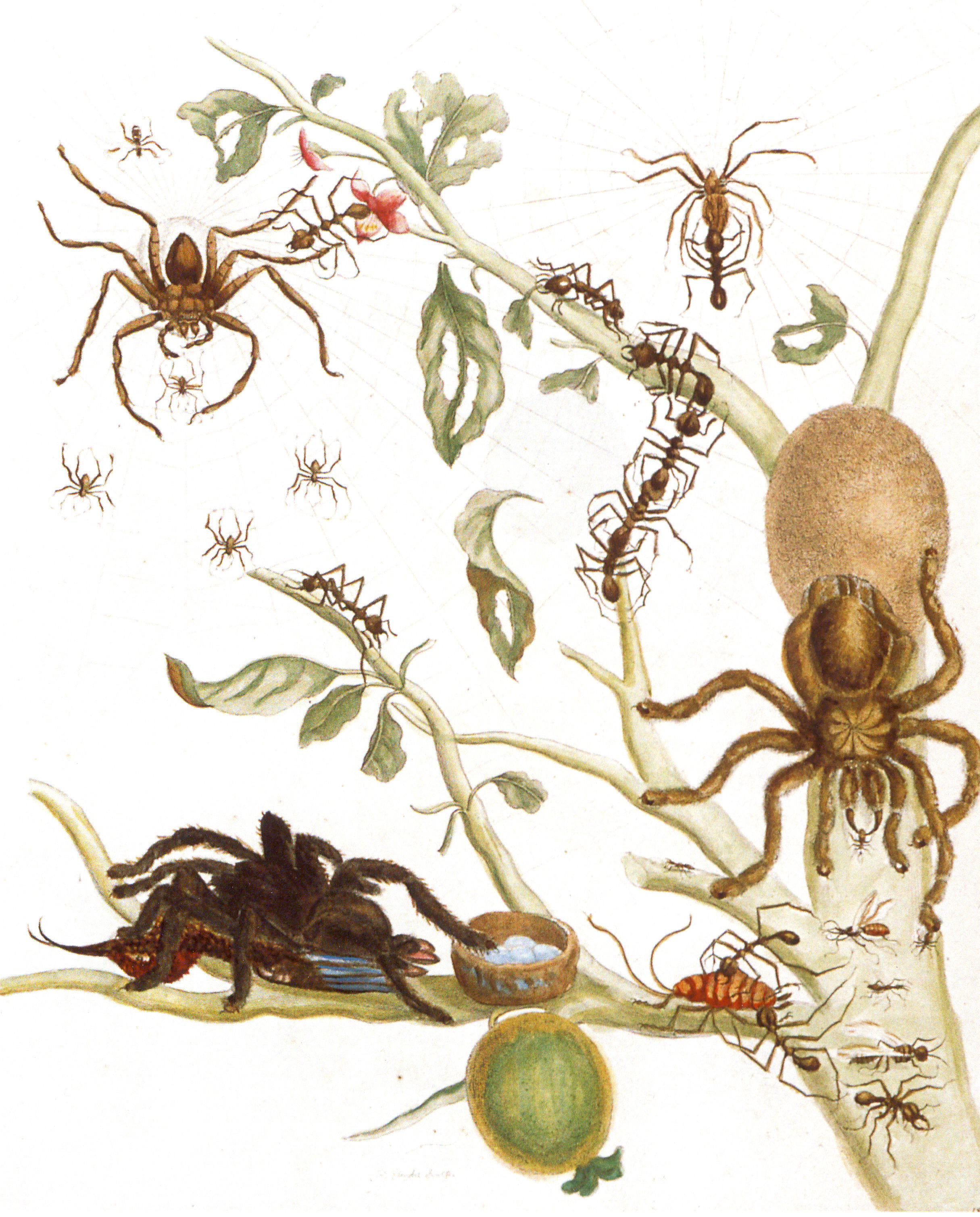
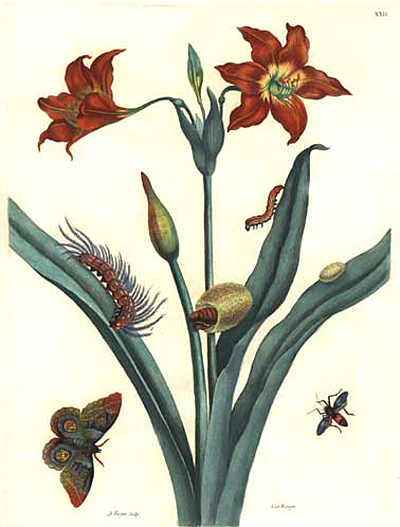
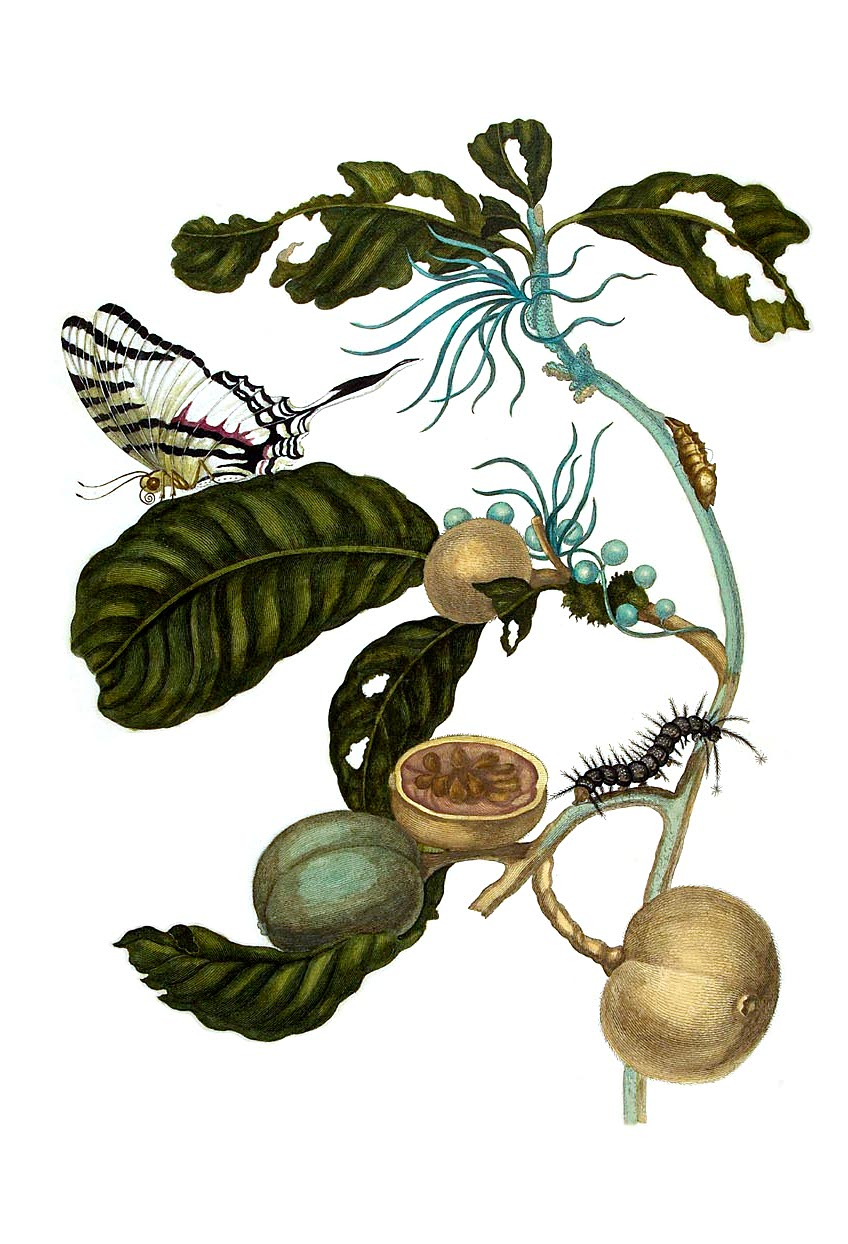
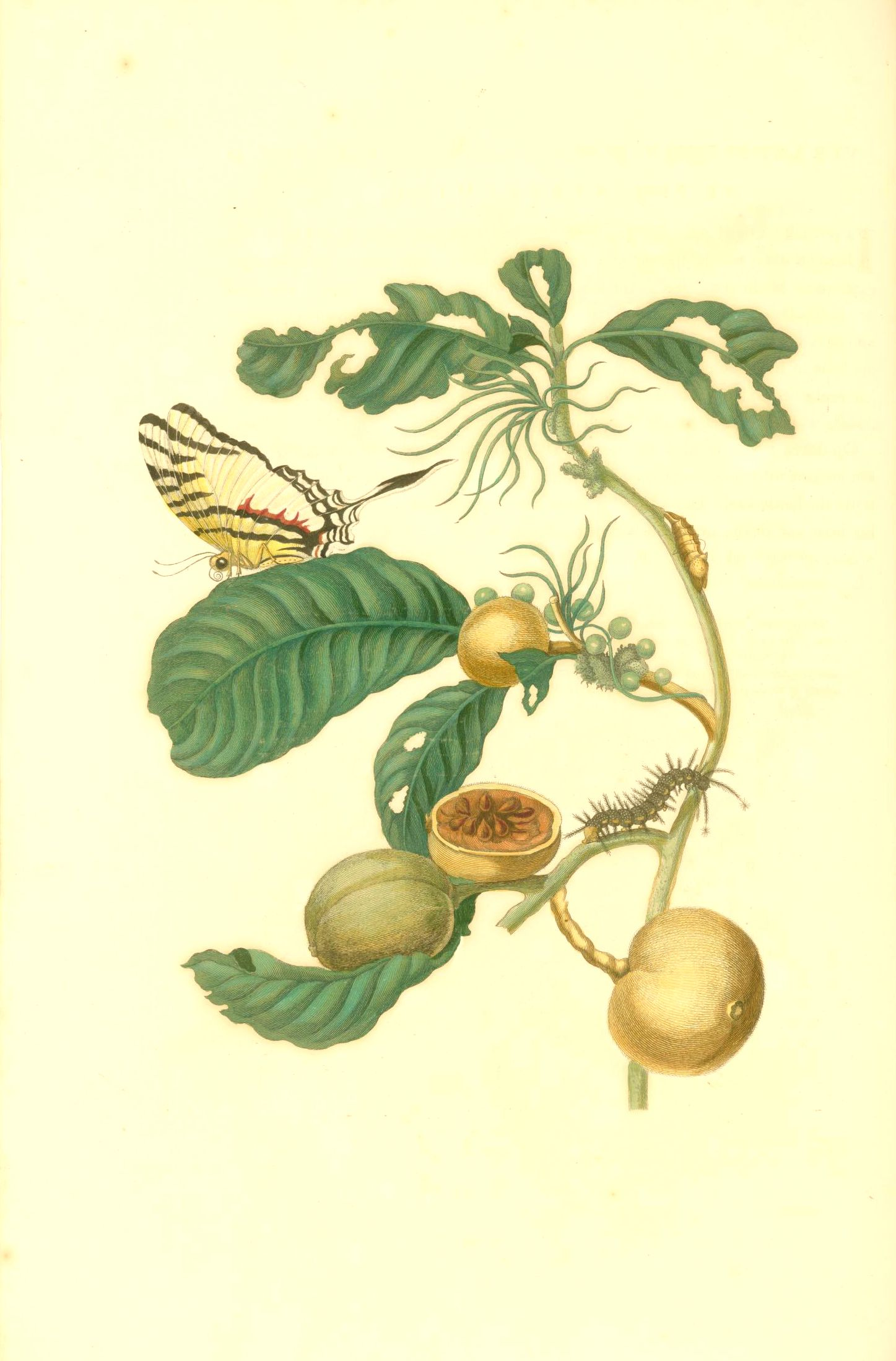
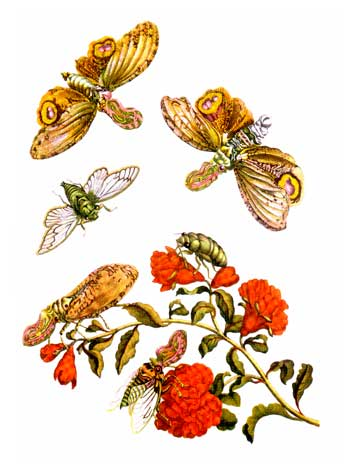
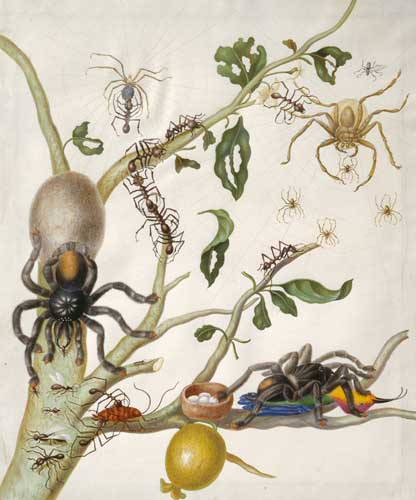
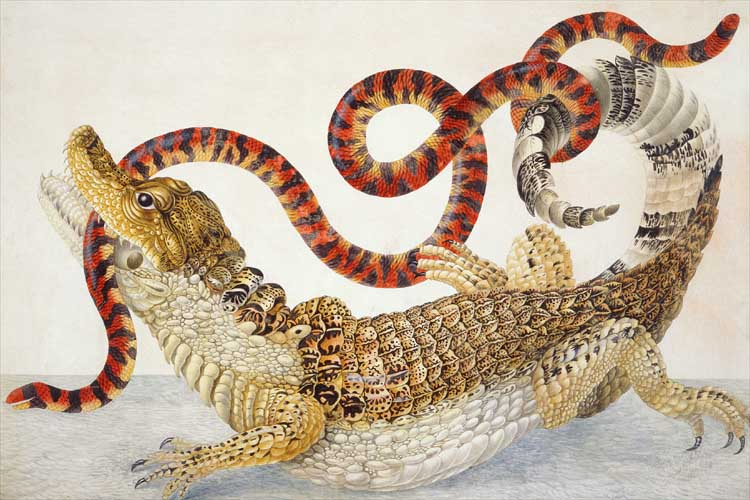
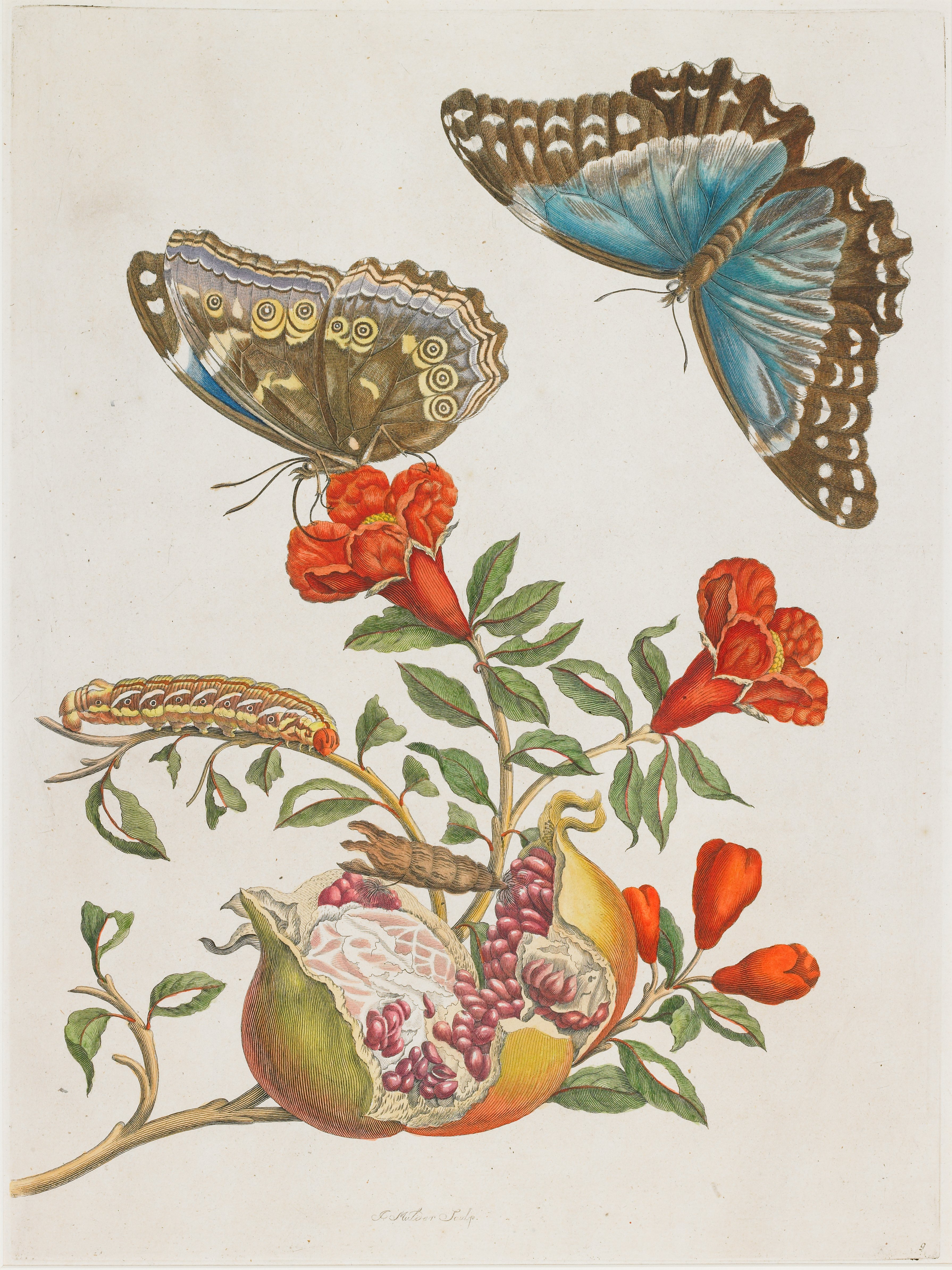
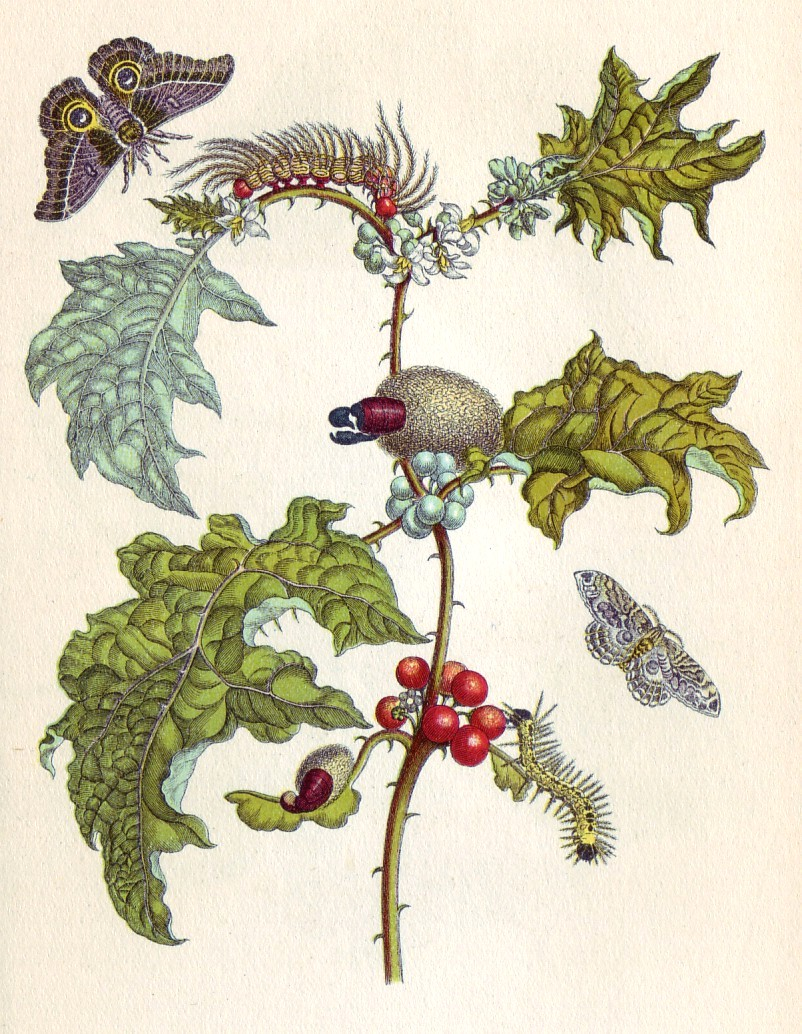
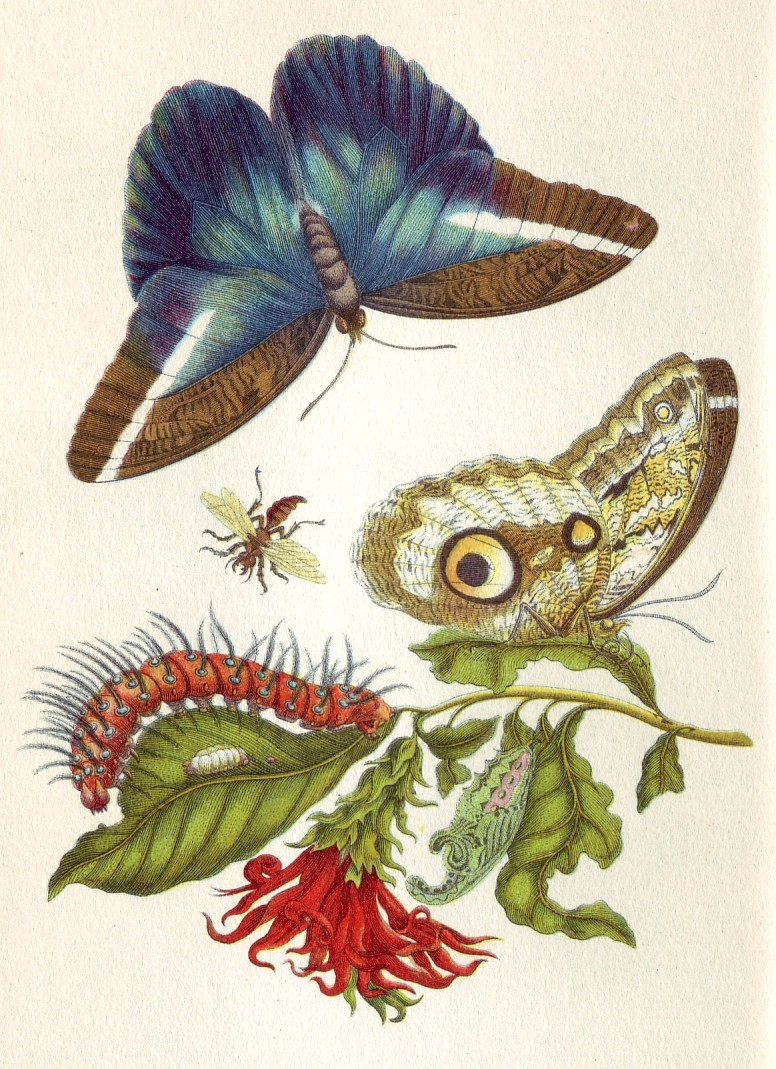
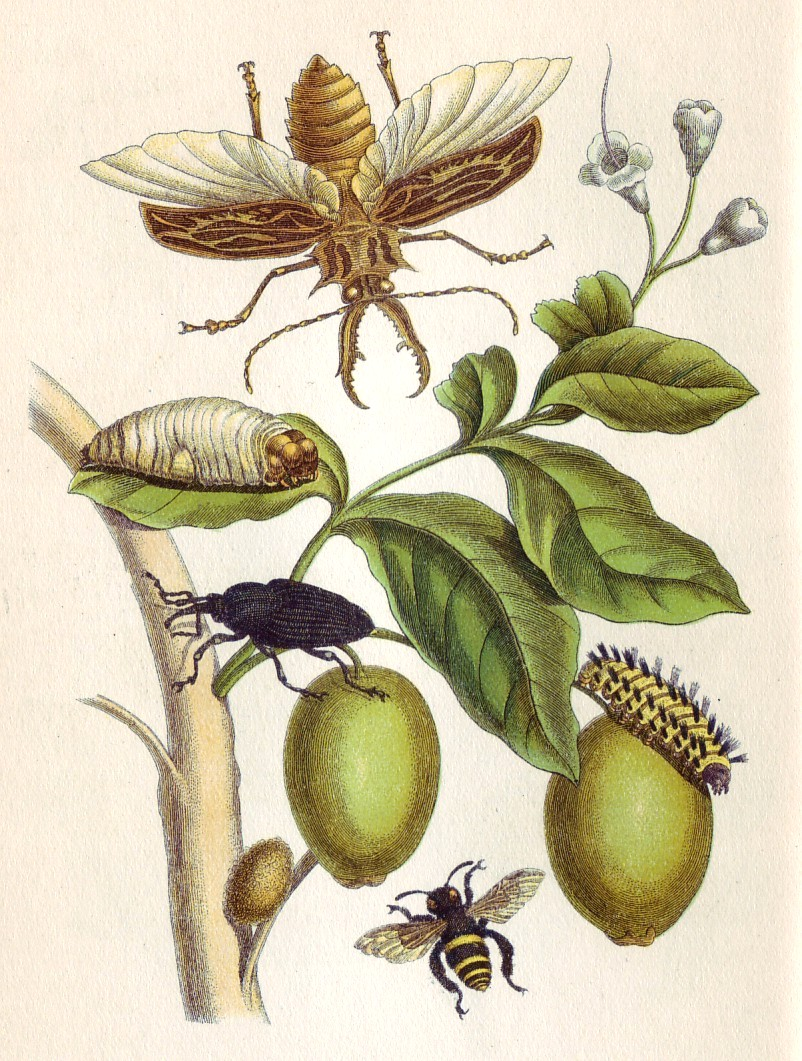
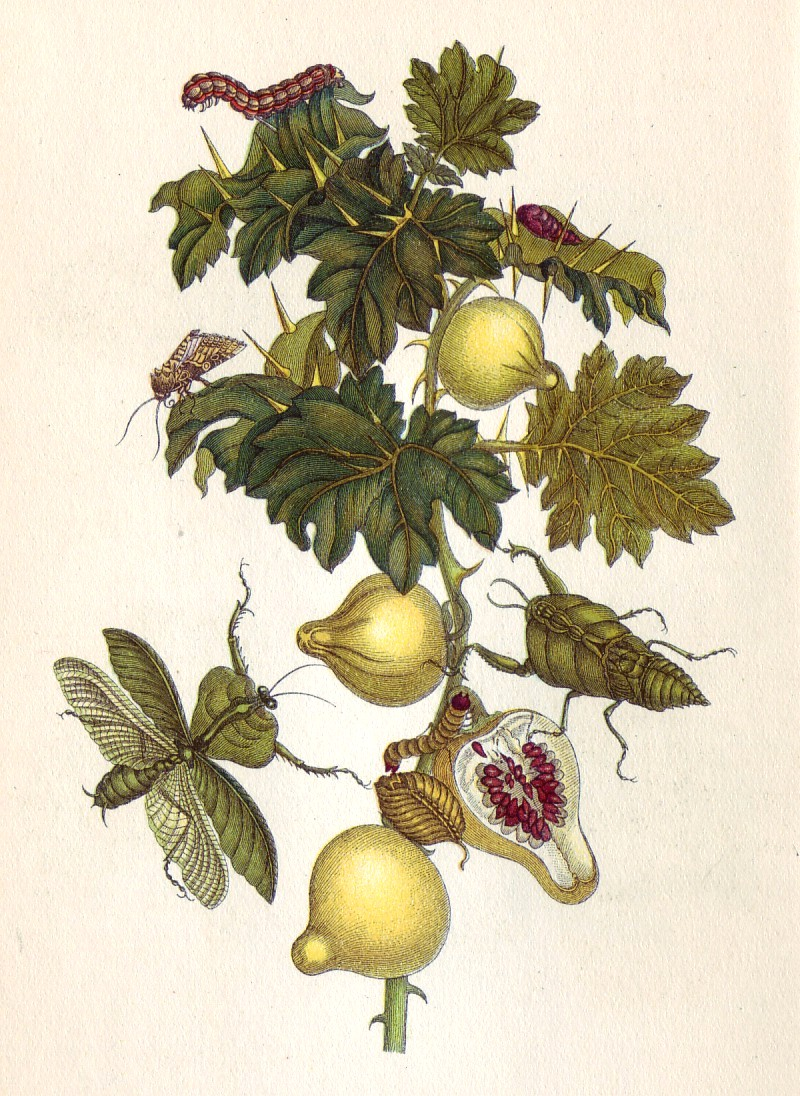
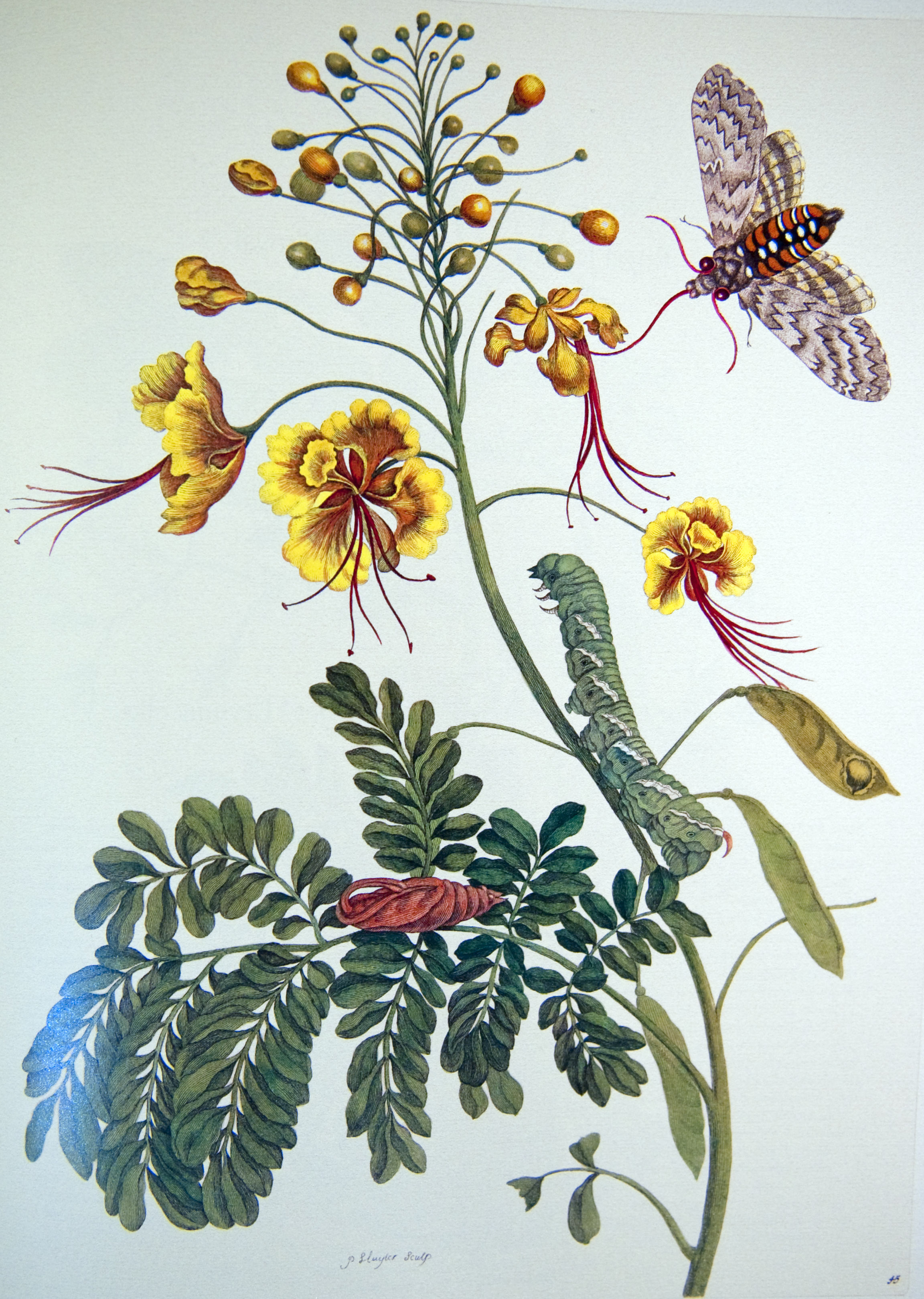
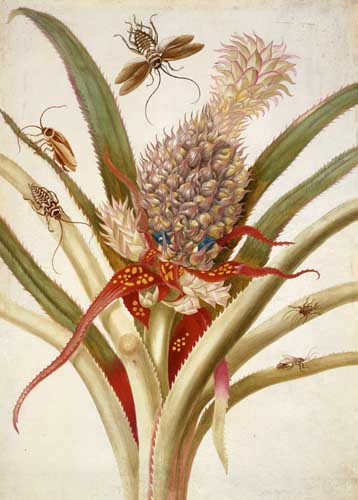
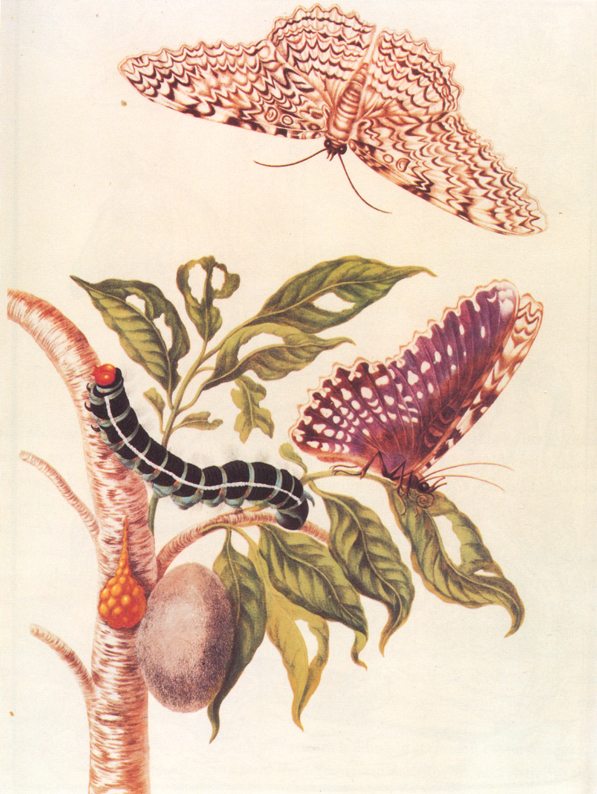
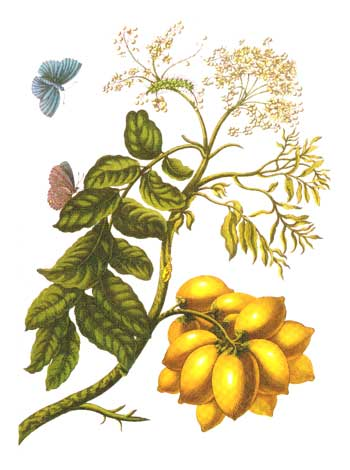
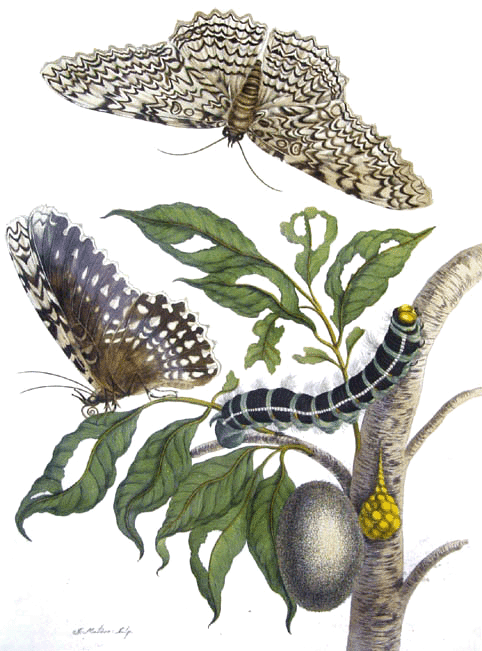
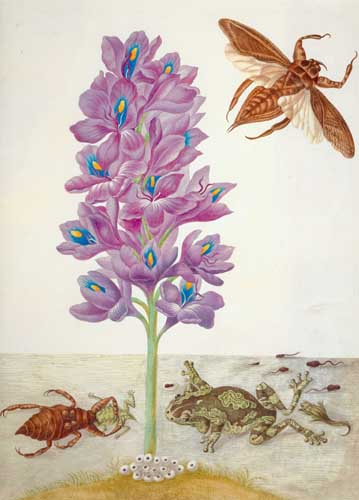